# Stephanie Lawrence
Stephanie Lawrence (Newcastle upon Tyne, 16 de diciembre de 1949-Londres, 4 de noviembre de 2000) fue una actriz y cantante británica.

## Biografía
Sus padres fueron un cantante y una bailarina de formación clásica, que la criaron en Hayling Island.
Desde temprana edad fue muy amiga de otro famoso isleño, Peter Chilvers, quien en 1958 inventó el windsurf.
Se convirtió en miembro del cuerpo de ballet en el Royal Festival Ballet a la edad de 12 años con la intención de convertirse en bailarina, sin embargo, sus planes se vieron interrumpidos cuando se vio obligada a faltar un año después de contraer neumonía a los 15 años.
En septiembre de 2000 se casó con Laurie Sautereau.
Murió a los 50 años de una enfermedad del hígado. Fue encontrada por su marido en su casa de Londres.

## Carrera
Estudió actuación en la célebre Arts Educational Schools y debutó en El cascanueces, en el Royal Festival Hall de Londres en 1962.

### Años 1970
Su debut de West End entró abril 1971, jugando la parte de un rollerskating bailarín de grifo en Olvidar-Me-No Camino. Su primer aspecto musical en el West End era en Borbotear Brown Azúcar.
Lawrence era brevemente un miembro del baile troupe las personas de la cacerola, durante el tardíos @1970s, mucho tiempo después del troupe había cesado actuando arriba del Revienta.
En 1979 grabó un dúo con Johnny Mathis, " Salvaste Mi Vida", el cual presentó en su Columbia Magia de Mathis de álbum de Registros.

### Años 1980
En 1980, Lawrence estuvo lanzado como el alternar a Marti Webb cuando Eva Peron en la Evita musical, escrito por Tim Arroz y Andrew Lloyd Webber. Webb Hubo anteriormente jugó la función mientras Elaine Paige era de vacaciones y estuvo persuadido por director Hal Prince para quedar con la producción para actuar dos veces semanalmente, en anticipación de tener éxito de Paige al final de su contrato. Esto estableció un precedente cuál continuaría para el resto de la carrera de Londres del espectáculo.
En 1980 fue elegida como alternativa a Marti Webb como Eva Duarte en el musical Evita, escrito por Tim Rice y Andrew Lloyd Webber. Webb había interpretado previamente el papel mientras Elaine Paige estaba de vacaciones y el director Hal Prince lo convenció de que permaneciera en la producción para actuar dos veces por semana, en previsión de suceder a Paige al final de su contrato. Esto estableció un precedente que continuaría durante el resto de la presentación del programa en Londres. Lawrence posteriormente se graduó de suplente a actor principal en 1981.
Durante la década de 1980, Lawrence forjó una carrera como una de las principales intérpretes femeninas de teatro musical en Londres.
Deje Evita para crear la función de título de Marilyn Monroe en Marilyn! El Musical, el cual ganó sus revisiones excepcionales y la Actriz Mejor del Premio de Año del Club de Variedad de Gran Bretaña así como un nombramiento de la Sociedad de Premios de Teatro del West End (ahora los Premios de Olivier del Laurence).
Sea entonces lanzada tan Pearl, la función hembra principal, en la producción de Londres original de Starlight Expresar, en qué  actúe encima rodillo-patina.
Lawrence apareció en una versión musical del Ángel Azul en el Bristol Viejo Vic, en qué  juegue el carácter de Lola-Lola, hecho famoso por Marlene Dietrich en la película del mismo nombre.
En 1987,  aparezca cuando Louise en la primera sustitución lanzada del Dave Clark <i id="mwTw">Tiempo</i> musical, David opuesto Cassidy.
Inmediatamente después, sucedió a Nichola McAucliffe como Kate/Lili Vanessi en la producción de Royal Shakespeare Company: de Kiss Me Kate en el Teatro Savoy. Durante la Navidad de 1988 hasta principios de 1989, interpretó a la Cenicienta del mismo nombre en la pantomima, junto a Lionel Blair como Buttons.
En 1986, Lawrence apechugó con su primera parte dramática como Doris en El Búho y el Pussycat visitando con Peter Davison. Pronto después de que esto  aparezca en Oslo Internacional Cabaret en su espectáculo de mujeres.
En 1987, Lawrence estuvo lanzado tan Frannie en la película Buster, opuesto Phil Collins, Julie Walters y Larry Cordero. La película describió la historia de Robo de Tren Grande de 1963, con su carácter siendo la mujer  de dirigente de pandilla Bruce Reynolds. Sus otros créditos de película incluyen Los Chicos Probables (1976) y la función de La Carlotta en El Phantom de la Ópera (1989).
En 1983 retrató a María Magdalena en el ITV el juego que Duda Thomas.
En 1982, Lawrence apareció en la BBC Dos series El Tacto Vocal, en un episodio qué era un escaparate para sus talentos como cantante y actriz. Esté presentada en un episodio de Música de Noche encima BBC Uno en 1983 y Seis Cincuenta y cinco encima BBC Dos durante el mismo año. Ella también aparecido en Des O'Connor Esta noche, Pete Sayers' Espectáculo de Música Eléctrica, El Dos Ronnies, Wogan,  es Max  Boyce, Molino de Guijarro en Uno y El Les Dawson Espectáculo.
En 1987 cantó A Special Kind of Hero, escrita por Rick Wakeman y banda sonora de Héroes; película oficial de la Copa Mundial de Fútbol de 1986. Ésta no se usó para el lanzamiento en Iberoamérica, donde se usó Me das cada día más de la argentina Valeria Lynch.

### Años 1990
En 1990 realizó una gira con el musical Blues in the Night, interpretando a La Mujer del Mundo.
Durante los años 1990 apareció en varias grabaciones para la serie The Shows Collection de Pickwick Records, que fue producida por Gordon Lorenz y contó con compilaciones de teatro musical; incluidos varios espectáculos de Andrew Lloyd Webber. En 1993 Pickwick lanzó Footlights: A Tribute to Andrew Lloyd Webber, un raro álbum en solitario de la serie y donde ella también participó.
En 1990, Lawrence tomó la función de Señora Johnstone En el resurgimiento de los hermanos de Sangre de Willy Russell. Juegue la función para tres años, primero en el Albery Teatro entonces posteriormente el Teatro de Fénix en Londres, antes de mover para crear la función en la producción de Broadway original en el Teatro de Caja de la Música en Ciudad de Nueva York (1993).
Esté nominada para un Tony Premio y ganó el Teatro Premio Mundial para Debut de Broadway Excepcional. Juegue la parte de Señora Johnstone encima y fuera para el próximo pocos años, durante qué  actúe en el 1995 Londres Lanza Grabar. Tenga que sacar de la producción después de adolecer agotamiento.
En 1998 fue elegida para el papel de Grizabella en Cats, en el West End. Durante este tiempo, recibió heridas graves después de caerse por un tramo de escaleras.

## Legado
Después de su prematura muerte, el folleto de recuerdo de la producción de Londres incluyó un tributo en la contraportada durante varios años.

### Sencillos
- Time and Emotion Man (1979)
- You Saved My Life (1979) con Johnny Mathis
- Only He Has the Power to Move Me (1984)
- Am I Asking Too Much? (1985)
- A Special Kind of Hero (1987)
- You Saved My Life (?)

### Registros de reparto
- Borboteando Brown Azúcar: Londres Original Lanza Grabar
- Cisne Esther – registro de concepto del estudio (1983)
- Starlight Expresa: Registro de Reparto Original (1984)
- Hermanos de sangre: El 1995 Reparto de Londres Registro (1995)
- En El Rojo

## Teatro
| Obra                     | Año  | Papel              | Notas                                                                     |
| ------------------------ | ---- | ------------------ | ------------------------------------------------------------------------- |
| El Cascanueces           | 1962 |                    |                                                                           |
| Me olvido No Camino      |      |                    |                                                                           |
| Borboteando Brown Azúcar |      |                    |                                                                           |
| Evita                    | 1980 | Eva Duarte         | Inicialmente alternar a Marti Webb, entonces dedicación exclusiva de 1981 |
| Marilyn! El Musical      | 1983 | Marilyn Monroe     | Función creada en la producción de Londres original                       |
| Starlight Expresa        | 1984 | Pearl              | Función creada en la producción de Londres original                       |
| El Búho y el Pussycat    | 1986 | Doris              |                                                                           |
| Tiempo                   | 1987 | Louise             | Primer reparto de sustitución, David opuesto Cassidy                      |
| El Ángel Azul            |      | Lola-Lola          |                                                                           |
| Me doy un beso Kate      | 1988 | Kate/Lili Vanessi  |                                                                           |
| Blues En la Noche        | 1990 | La Mujer del Mundo |                                                                           |
| Hermanos de sangre       | 1990 | Señora Johnstone   | Aparecido encima Broadway en la función en 1993                           |
| Cats                     | 1998 | Grizabella         |                                                                           |

## Filmografía
| Película                          | Año    | Función                                         |
| --------------------------------- | ------ | ----------------------------------------------- |
| O Hombre afortunado!              | 1973   |                                                 |
| El Tarbuck Locuras                | 1973   | Uno de los bailarines de Blair del Lionel       |
| Los Chicos Probables              | 1976   | Manifestante                                    |
| Larry Grayson                     | 1977   | Bailarín                                        |
| El Espectáculo de Cerro del Benny | 1978   | Bailarín / varias funciones                     |
| Gala dorada                       | 1978   |                                                 |
| La hora Media de Cooper           | 1980   |                                                 |
| Noche de Londres Fuera            | 1981   |                                                 |
| El Dos Ronnies                    | 1983   | Actuando "El Correcto de Cantar"                |
| Dudando Thomas                    | 1983   |                                                 |
| Punchlines!                       | 1983-4 |                                                 |
| El Dos Ronnies                    | 1984   | Actuando "el amor Tiene una Mente de Su Propio" |
| Una Noche Real de 100 Estrellas   | 1985   |                                                 |
| Buster                            | 1988   | Franny Reynolds                                 |
| El Phantom de la Ópera            | 1989   | La Carlotta                                     |